# Tholera chloris
Tholera chloris är en fjärilsart som beskrevs av Pierre Millière 1883. Tholera chloris ingår i släktet Tholera och familjen nattflyn. Inga underarter finns listade i Catalogue of Life.